# Liste der Mitglieder des Landtags von Waldeck-Pyrmont 1878–1881
Diese Liste nennt die Liste der Mitglieder des Landtags von Waldeck-Pyrmont 1878–1881.
1852 verabschiedete Fürst Georg Victor die Verfassungsurkunde für die Fürstentümer Waldeck und Pyrmont. Damit wurde ein neues Wahlrecht bestimmt und 1878 der elfte Landtag nach diesem Wahlrecht gewählt. Gewählt wurden 15 Abgeordnete in indirekter Wahl in Mehrpersonenwahlkreisen. Diese Wahlkreise entsprachen den vier Landkreisen, wobei je Kreis vier Abgeordnete gewählt wurden. Ausnahme war Pyrmont, wo drei Abgeordnete gewählt wurden. Rechtsgrundlage der Wahl war das Wahlgesetz vom 17. August 1852 (Wald. Reg. Bl., S. 163) in der Fassung vom 2. August 1856 (Wald. Reg. Bl., S. 75).

## Liste der Abgeordneten
Die so bestimmten Abgeordneten waren: 
| Wahlbezirk           | Abgeordneter               | Anmerkungen          |
| -------------------- | -------------------------- | -------------------- |
| Kreis der Twiste     | Robert Waldeck             |                      |
| Kreis der Twiste     | Adolf Rhode                | Präsident            |
| Kreis der Twiste     | Friedrich Suden            |                      |
| Kreis der Twiste     | Friedrich Schultze         |                      |
| Kreis des Eisenbergs | Christian Friedrich Brühne |                      |
| Kreis des Eisenbergs | August Waldeck             |                      |
| Kreis des Eisenbergs | Daniel Böhle               | Bis 6. April 1879    |
| Kreis des Eisenbergs | Eduard Emde                | Ab 27. Mai 1879      |
| Kreis des Eisenbergs | Robert Ebersbach           | Bis 1. Dezember 1880 |
| Kreis des Eisenbergs | Julius Waldeck             | Ab 22. Dezember 1880 |
| Kreis der Eder       | Christian Drebes           |                      |
| Kreis der Eder       | Wilhelm Ebersbach          |                      |
| Kreis der Eder       | Ernst Schäfer              |                      |
| Kreis der Eder       | Friedrich Waldeck          |                      |
| Kreis Pyrmont        | Ludwig Brinkmann           |                      |
| Kreis Pyrmont        | Adolph Windel              |                      |
| Kreis Pyrmont        | Wilhelm Lentrodt           |                      |